# Елой
„Елой“ (на немски: Eloy) е прогресив рок група от Германия.
Името на групата е повлияно от научнофантастичния роман „Машината на времето“ на Хърбърт Уелс, където Елои е името на популация на хората в по-далечното бъдеще. Групата има много повече общо с английските прогресив рок и симфонични рок групи като Пинк Флойд, Кинг Кримсън, Йес и Кемал.  и обикновено не се счита за краутрок .

## История
Групата е създадена от китариста Франк Борнеман, който е единственият ѝ постоянен член от самото ѝ създаване. Първоначалният състав на екипа: Манфред Вижорке (вокал, клавишни), Хелмут Драхт (барабани), Ерих Шрайвър (китара, бас, вокали) и Волфганг Стокър (бас).
През 1970 г. е издаден първият сингъл на групата. През 1971 г. Елой излиза с едноименен дебютен албум, характеризиращ се с психеделични звуци и социални текстове. Почти веднага след представянето групата напусна Ерих Шрайвър, който е автор на всички песни със социални теми. На мястото на Шрайвър идва Фриц Рандов. Следва плочата „Inside“ – коренно различна от предишния албум, а групата се преориентира към изцяло нов стил – прогресив рок. Следващите два албума – „Floating“ и „Power and the Passion“ – донасят на групата широка популярност в Германия и Европа. През 1975 г. в групата настъпва сериозна криза: част от музикантите искат да се промени звука на стила на спейс рок, а други искат да се запази всичко както си е. Групата временно се разпада.
През 1976 г. Борнеман решава да възкреси Елой. Поканени са нови музиканти: Клаус-Петер Матсиол (бас, вокали), Детлев Шмидтсхен (клавишни, вокал) и Юрген Розентал (барабани, вокали). Новият състав създава албуми, които се превръщат в класика: „Dawn“ и „Ocean“. Няколко години по-късно Шмидтсхен и Розентал напускат Елой, за да отдадат на солова кариера, а на тяхно място идват Ханс Фолберт и Джим Макгилврай. Появява се и китаристът Ханс Аркона. През 1980 г. групата издава нов албум – „Colours“, който се отличава с малко по-тежкия си саунд. Следващите албуми развиват научнофантастични теми. За тях е характерно господството на клавира в аранжиментите. След излизането на албума „Metromania“ и няколко прощални концерта, сред които е и концертът в известния лондонски клуб „Marquee“ (там като зрители присъстват и членовете на групата „Marillion“), проектът се разпада поради музикални различия.
През 1988 г. Борнеман отново реанимира Елой, но този път кани само един музикант: Михаел Герлах. Заедно те издават два албума: „Ra“ напомнящ на звука на „Colours“, а четири години по-късно – „Destination“. През 1993 – 1994 г. Борнеман и Герлах с подкрепата на бивши членове на Елой презаписват класическите за групата композиции за сборния албум „Chronicles“. През 1994 г. групата издава нов студиен албум – „The Tides Return Forever“. През 1998 г. към групата се присъединява барабанистът Бодо Шопф, и в същата година се появява албумът „Ocean 2“, получил положителни оценки от страна на публиката. Саундът му напомня на онзи от разцвета на групата. През ноември 2009 г. групата се връща към публиката с нов студиен албум – „Visionary“. Албумът по звучене напомня работата на групата от периода на 80-90-те години на 20 век и получава сдържани, но като цяло позитивни оценки от феновете. Излиза и двойното DVD „The Legacy Box“, където за първи път е представена запазената видео колекция на групата. През 2011 г. групата възобновява концертите си.
Франк Борнеман започва работа по рок операта „The Vision, the Sword and the Pyre“ за Жана д'Арк и се готви да преиздаде ремиксирани и модифицирани версии на албумите „Rа“, „The Tides Return Forever“ и „Destination“.
Въпреки националната идентичност групата често не се отнася от критиците към краутрока, а като стил и звук на ранен етап и в разцвета на британците по-скоро към Pink Floyd, а не като германските краут рок групи.
Въпреки популярността извън Германия, групата така и не придобива широка популярност в Съединените щати.

## Членове на групата

### Настоящи членове
- Франк Борнеман – китара (1969 – 1984, 1988 – до момента), вокал (1972 – 1984, 1988 – до момента)
- Клаус-Петер Матсиол – бас (1976 – 1984, 1988 – до момента)
- Ханс Фолберт – клавир (1979 – 1984, 1992 – до момента)
- Михаел Герлах – клавир (1988 – до момента)
- Стефан Емиг – барабани
- Бодо Шопф – барабани (1998 – до момента)

### Бивши членове
- Ерих Шрайвър – главен вокал, клавир (1969 – 1972)
- Хелмут Драхт – барабани (1969 – 1972; умира 2003) [3]
- Волфганг Щьокер – бас (1969 – 1973)
- Манфред Вижорке – китара, беквокали (1969 – 1972, 1973 – 1974), клавир (1973 – 1975)
- Фриц Рандов – барабани (1972 – 1975, 1981 – 1984)
- Луйтенен Янсен – бас (1974 – 1975; починал 2008) [4]
- Детлеф „Питер“ Шваар – китара (1975)
- Детлев Шмидхен – клавир (1976 – 1979)
- Юрген Розентал – барабани (1976 – 1979)
- Джим Макгиливрай – барабани (1979 – 1981)
- Ханс Аркона – китара (1979 – 1984), клавир (1981 – 1984)
- Кристоф Хинц – барабани (2016 – 2018)

## Дискография

### Студийни албуми
- „Eloy“ – 1971
- „Inside“ – 1973
- „Floating“ – 1974
- „Power and the Passion“ – 1975
- „Dawn“ –1976
- „Ocean“ – 1977
- „Silent Cries and Mighty Echoes“ – 1979
- „Colours“ – 1980
- „Planets“ – 1981
- „Time to Turn“ – 1982
- „Performance“ – 1983
- „Metromania“ – 1984
- „Codename Wildgeese“ – 1985
- „Ra“ – 1988
- „Destination“ – 1992
- „The Tides Return Forever“ – 1992 – 1994
- „Eloy“ – 1997
- „Ocean 2: The Answer“ – 1998
- „Visionary“ – 2009
- „The Vision, the Sword and the Pyre 1“ – 2017
- „The Vision, the Sword and the Pyre 2“ – 2019
- „Echoes from the Past“ – 2023

### Компилации, ремикси, бокс сет
- „Wings of Vision“ – 1980
- „Rarities (7384)“ – 1991
- „Chronicles 1“ – 1993
- „Chronicles 2“ – 1994
- „Best (Best of 73 – 84 )“ – 1994
- „The Best of Eloy, Vol. 1: The Early Days 1972 – 1975“ – 1996
- „The Best of Eloy, Vol. 2: The Prime 1976 – 1979“ – 1996
- „Best of 72 – 75“ – 1994
- „Best of 76 – 79“ – 1996
- „Timeless Passages“ – 2003
- „The Legacy Box“ – 2010
- „Essential“ – 2012
- „The Classic Years Trilogy“ – 2019

### Сингли
- „Live At The BBC“ – 1983
- „Childhood Memories“ – 1995

### На живо
- „Live“ – 1978
- „Reincarnation On Stage“ – 2014

### VHS и DVD
- „Music video: I Work It Out“ (Аматьор видео) – 1971
- „Music videos: Illuminations and Silhouette“ (Парчета от албума „Colors“) – 1980
- „Live 1994“, Мюнхен (Малко издание на фен клуб VHS със заглавията „Poseidon’s Creation“, „Generation of Innocence“ и „The Tides Return Forever“) – 1997
- „The Legacy Box“ (Двоен DVD с интервюта, телевизионни клипове и изпълнения на живо) – 2010
- „Live Impressions“ – 2013